# Sundamys
Sundamys — рід пацюків (Rattini), що зустрічається переважно в Індонезії та Малайзії.

## Морфологічна характеристика
Довжина голови й тулуба від 179 до 299 мм, довжина хвоста від 175 до 370 мм і вага до 643 г. Це пацюк з міцним тілом, укритим густим і злегка грубим хутром. Вуха малі круглі, посипані розсіяними волосками, темно-коричневого кольору. Хвіст, як правило, довший за голову і тулуб.

## Середовище проживання
Середовище їх проживання — тропічні ліси до 2700 метрів над рівнем моря. Часто зустрічаються в болотистих місцевостях або поблизу водойм, вони добре плавають. Вони ведуть нічний спосіб життя і тримаються переважно на землі. Їхня їжа складається з фруктів, трав та інших частин рослин, а також комах, крабів і навіть дрібних ящірок.